# Three... Extremes
Three... Extremes (originele titel: Saam gaang yi) is een samenstelling van drie korte Aziatische horrorfilms onder regie van makers uit drie verschillende landen, Dumplings van Fruit Chan (Hong Kong), Cut van Chan-wook Park (Zuid-Korea) en Box van Takashi Miike (Japan). De productie is de opvolger van Three (2002), waarin drie andere Aziatische regisseurs ieder een kortfilm bijdroegen aan één productie.
Fruit Chan werkte zijn bijdrage nadien uit tot een film van 91 minuten (51 meer dan in Three... Extremes) en bracht die in 2004 uit als op zichzelf staande titel, eveneens genaamd Dumplings.

## Verhaal

### Dumplings
Li is een voormalig actrice die haar hoogtepunt achter zich heeft liggen. Ze krijgt al jaren geen rollen meer. Haar man raakt haar niet meer aan en bedriegt haar met jongere vrouwen. Om iets van haar oude glorie te hervinden, klopt Li aan bij 'tante' Mei. Die serveert voor het juiste bedrag een speciaal soort dumplings, in deeg gerolde vleesballetjes. Op de manier waarop Mei deze maakt, hebben die een verjongende werking op degene die ze eet. Mei is daar zelf het levende bewijs van. Ze moet haar handel alleen wel in het grootste geheim bedrijven, want de werkzame ingrediënten in haar dumplings zijn fijngehakte geaborteerde foetussen.
Li heeft er zoveel voor over om jonger te worden, dat ze het eten van foetussen niet afwijst. Het proces gaat haar alleen niet snel genoeg. Daarom vraagt ze Mei of het niet sneller kan. Mei bereidt Li's volgende portie dumplings daarom met een foetus afkomstig van een meisje dat zes maanden zwanger was omdat haar vader haar verkrachtte. Als bijwerking van het eten van deze dumplings ontwikkelt Li een sterke lichaamsgeur, maar ze werken wel. Li's vriendinnen complimenteren haar plots massaal met haar uiterlijk en haar man vrijt voor het eerst in tijden weer hartstochtelijk met haar. Twee maanden later blijkt dat ze daarbij zelfs zwanger is geraakt, terwijl haar dokter haar jaren eerder vertelde dat ze dat niet meer kon.
Op weg naar huis wordt het verkrachte meisje dat de laatste foetus leverde onwel. Ze stort op straat in elkaar en bloedt dood. Haar moeder is zo overmand door verdriet dat ze de veroorzaker van alles doodsteekt; haar man. Hierdoor komt er een onderzoek naar de achtergrond van het verhaal. Mei verdwijnt spoorloos voordat de politie haar woning binnenvalt en de sporen van haar praktijken aantreft. Li kan hierdoor geen verjongende dumplings meer bij haar kopen. Thuis in bad stelt ze haar prioriteiten en bedenkt ze een alternatief. Die bestaat uit het aborteren van haar eigen vrucht met een metalen pin, om die vervolgens op te eten.

### Cut
Regisseur Ryu gaat na een drukke draaidag naar huis. Binnen slaat een man hem bewusteloos. Wanneer hij bijkomt, zit hij met een elastiek vast aan de muur van een filmdecor. Zijn handen zijn vastgebonden. Op een paar meter van hem vandaan zit zijn vrouw met pianodraden gefixeerd op een kruk achter een piano. Haar vingers zijn vastgelijmd aan de toetsen en een knevel in haar mond zorgt ervoor dat ze niet kan praten. Bij hen in de kamer staat een man die vertelt dat hij als figurant in alle vijf de films van Ryu te zien is. In zijn ogen heeft Ryu schijnbaar alles: een prachtig huis, een mooie vrouw en een goede persoonlijkheid. De figurant vindt dat dit niet hoort. Rijke, succesvolle mensen kunnen niet óók nog eens zo goed en aardig zijn. Daarom daagt hij Ryu uit tot het plegen van verderfelijke zaken en het onthullen van verwerpelijke geheimen. Na iedere vijf minuten dat Ryu niet meewerkt, hakt hij een van de vingers van diens vrouw eraf. Ryu probeert in eerste instantie tijd te rekken, maar nadat blijkt dat de figurant niet bluft, werkt hij toch mee. Daardoor takelt zijn geestesgesteldheid onderwijl steeds verder af.

### Box
Schrijfster Kyoko heeft last van een steeds terugkerende droom die altijd hetzelfde eindigt. Ze wordt verpakt in plastic opgesloten in een kleine doos, waarin een man haar begraaft onder de besneeuwde grond van de omgeving waarin ze woont. De achtergrond daarvan, blijkt haar relatie met haar zus Shoko. Kyoko herinnert zich dat ze als kleine meisjes deel uitmaakten van een circusact. Hierbij vouwden ze zich ieder in een kleine doos, die de man die met hen optrad - Higata - daarna dicht- en op slot deed. Vervolgens gooide Higata een dartpijl in iedere doos, waarna die opensprongen en alleen nog bloemen bleken te bevatten. Higata toonde in Kyoko's ogen vervolgens achter de schermen alleen waardering voor Shoko. Naar haar keek hij amper om.
Om één nacht eens alle aandacht te krijgen, sluit de kleine Kyoko Shoko tijdens het oefenen op in een van de dozen. Higata betrapt haar daarbij. In de worsteling die ontstaat tussen Kyoko en hem, vliegt de doos met de daarin opgesloten Shoko in brand. Redding is niet meer mogelijk. Higata zoekt Kyoko later op, omhelst en troost haar, maar gooit direct daarna een plastic zeil over haar heen en sluit haar zo op in een doos. Die begraaft hij buiten onder de besneeuwde grond.
Vervolgens wordt Kyoko weer wakker. Er is iemand aan de voordeur. Wanneer ze opendoet, blijkt Shoko nooit overleden. In plaats daarvan vormt ze samen met Kyoko een Siamese tweeling.

## Rolverdeling
- Bai Ling - Mei (Dumplings)
- Tony Leung Ka Fai - Lee (Dumplings)
- Meme Tian - Connie (Dumplings)
- Miriam Yeung Chin Wah - Li (Dumplings)
- Chak-Man Ho - Wang (Dumplings)
- Miki Yeung - Kate (Dumplings)
- So-Fun Wong - Kate's moeder (Dumplings)
- Lee Byung-hun - Ryu (Cut)
- Hye-jeong Kang - de regisseurs echtgenote (Cut)
- Mi Mi Lee - Kyung-Ah (Cut)
- Kyoko Hasegawa - Kyoko (Box)
- Atsurô Watabe - Yoshii / Higata (Box)
- Mai Suzuki - Kyoko (als tienjarige) (Box)
- Yuu Suzuki - Shoko (als tienjarige) (Box)